# Carina Perenkranz
Carina Elisabeth Perenkranz (tidigare Nilsson), född 17 juli 1961 i Norrköpings Matteus församling, Östergötlands län, är en svensk skådespelare, komiker, regissör och producent, mest känd som en i paret Judit & Judit som blev en reklamlångkörare och varade under sju år. Hon har gjort flera roller i olika TV-serier som Torpederna, Boy Machine och Solsidan. Hon drev Skandiateatern i Norrköping och verkade som teaterdirektör där i sju år 2006–2013. Hon har arbetat heltid som skådespelare och artist sedan 1995 och är med i Kärntruppen och ambassadör i 1,6 miljonerklubben, Kärntruppen består av kända svenska personligheter som framförallt arbetar för kvinnors hälsa.
Under 1990-talet var Perenkranz programledare för ett 60-tal TV-program i Kanal Lokal Östergötland och Stockholm, Trissgiss, Klurigheter och Von Essens värld.
Perenkranz har fått sin skådespelarutbildning på Calle Flygare Teaterskola och Dramatiska institutet. På teaterscenen har Perenkranz bland annat medverkat i Strindbergs "Den starkare", Molières "Den inbillade sjuke" samt turnerat med riksteatern och monologen "Shirley Valentine" 2011–2015 vilken hade premiär på Odenteatern i Stockholm med Börje Ahlstedt som regissör.
2009 fick hon Parnevikstipendiet.

## Produktioner i urval
- 2009–2016 – Reklamfilm för Com Hem "Judit och Judit"
- 2009 – Hair (regi)[6]
- 2009 – Trazzel [7]
- 2010 – Hal som en ål [8]
- 2010 – Ronja Rövardotter [9]
- 2011 – Hårda bud [10]
- 2011 – Julshow på Grand Hotell [11]
- 2012 – Grymt Galet [12]
- 2012 – Emil i Lönneberga [13]
- 2013 – Den starke, Strindberg [14]
- 2013 – Bröderna Fluff
- 2014 – Pippi på de sju haven [15]
- 2016 – Länge leve Laila (Hebeteatern Trollhättan)[16]
- 2017 – Enkelstöten - Nora på banken.
- 2017 – Det sunda arbetet.
- 2018 –  IDATEN - the midsummerlady.

## Teater

### Roller (ej komplett)
| År   | Roll    | Produktion        | Regi                  | Teater         |
| ---- | ------- | ----------------- | --------------------- | -------------- |
| 2014 | Alma    | Emil i Lönneberga | Guy de la berg        | Skandiateatern |
| 2014 | Amelie  | Den starkare      | Marianne Tedenstad    | Apolloteatern  |
| 2015 | Hulda   | Mordet i Salongen | Per E Pettersson      | Comedy Art     |
| 2015 | Shirley | Shirley Valentine | Börje Ahlstedt        | Chopp Event    |
| 2016 | Selma   | Jag-Selma         | Agneta Elers-Jarleman | Riksteatern    |

## Filmografi
- 2016 – Jag älskar dig – en skilsmässokomedi
- 2018 – Den blomstertid nu kommer

### Kortfilmer
- 2010 – Sex drugs and teenage thoughts
- 2015 – Blomman
- 2015 – Vaskduellen
- 2018 – Eloise
- 2020 – Hjärterummet
- 2022 – En Busschaufför
- 2022 – Super

### TV-serier
- 2014 – Torpederna
- 2015 – Solsidan
- 2015 – Boy Machine
- 2018 – Inga Lindström
- 2019 – Brorsor Forever
- 2020 – Eagles (TV-serie)
- 2020 – Inga Lindström
- 2020 – Robssons
- 2020 – Mirakel
- 2022 – Allt som blir kvar